# Isalys Quiñones
Isalys Quiñones, née le 23 octobre 1997 à Monterey (Californie), est une joueuse américaine et portoricaine de basket-ball.

## Biographie
Elle dispute le championnat NCAA avec les Big Green de Dartmouth. Après une année freshman où elle joue très peu, elle est titulaire de 21 rencontres sur 27 dans son année sophomore pour 9,1 points. Elle confirme lors de son année junior avec 10,5 points et 6,5 rebonds, puis en senior où ses 14,0 points et 6,3 rebonds, ce qui lui vaut d'être élue dans le deuxième meilleur cinq de l'Ivy League. Elle inscrit notamment deux lancers francs (21 points au total) à 4 secondes de la fin de la rencontre contre les Lions de Columbia pour l'emporter 70 à 69. Contre Yale, elle inscrit un panier à trois points décisif à 6 secondes de la fin. À Dartmouth, elle décroche en 2019 un Bachelor of Arts en ingénierie environnementale, puis en mars 2020 un Bachelor of Science en ingénierie. Elle reçoit le prix John C. Woodhouse Environmental Engineering qui récompense annuellement le meilleur travail en recherche environnementale.
Après une première saison professionnelle en Grèce avec l’AO Dáfni d’Áyios Dimítrios (à 8,0 points et 4,2 rebonds par match en 24 minutes de jeu), elle est engagée pour la saison LFB 2021-2022 par le club de Tarbes Gespe Bigorre, mais elle est remerciée fin octobre 2021.

## Équipe nationale
En juin 2017, à l'âge de 19 ans, elle est retenue pour la première fois dans l'équipe nationale du pays d'origine de ses parents pour les Jeux centraméricains et caribéens (Centrobasket), dont l'entraîneur Jerry Batista avait la volonté de rajeunir l'équipe. Porto Rico décroche une médaille de bronze. Dans la foulée, à l'Americup d'août 2017 en Argentine , Quiñones voit son rôle s'affirmer. Porto Rico remporte le bronze après une victoire historique face au Brésil (75-68), ce qui les qualifie pour la Coupe du monde 2018.
Aux Jeux d'Amérique centrale et des Caraïbes de 2018 en Colombie, Porto Rico remporte de nouveau une médaille de bronze .
Au Centrobasket d'août 2018 à Manati à Porto Rico ,, Porto Rico remporte l'or et se qualifie pour l'Americup.
Elle est sélectionnée dans l'équipe portoricaine qui participe à la Coupe du monde 2018 où son équipe est éliminée au premier tour et finit 16e et dernière. Durant l'été 2019, elle dispute les Jeux panaméricains à Lima au Pérou. Ses statistiques sont de 7,4 points et 4,2 rebonds en 22 minutes par rencontre avec un pic à 12 points, 5 rebonds et une interception lors de la victoire obtenue pour le gain de la médaille de bronze
Pour l'Americup en septembre 2019 à Porto Rico, Quiñones  est une contributrice importante à la victoire sur Cuba (80-55) dans un tournoi où Porto Rico obtient la quatrième place.
Elle participe au tournoi de préqualification olympique à Edmonton (Canada) et à Bahía Blanca (Argentine) du 14 au 17 novembre 2019,, puis en février 2020 au tournoi de qualification olympique à Bourges où Porto Rico élimine le Brésil (avec 30 points de Jennifer O'Neill et 9 de Quiñones) dans un match remporté 91 à 89 après prolongation,. Elle participe aux Jeux de Tokyo.

## Palmarès
- Médaille de bronze au Centrobasket de 2017
- Médaille de bronze au Centrobasket de 2018
- Médaille d'or au Centrobasket de 2021

- Médaille de bronze de la Coupe des Amériques 2017
- Médaille d'argent de la Coupe des Amériques 2021

- Médaille de bronze Jeux d'Amérique centrale et des Caraïbes de 2018
- Médaille de bronze aux Jeux panaméricains de 2019

## Distinctions personnelles
- Deuxième meilleur cinq de la Ivy League (2019[1])